# Гипотимия
Гипотими́я (др.-греч. ὑπο- «под-» + θυμός «настроение, чувство») — стойкое снижение настроения, которое сопровождается уменьшением интенсивности эмоциональной, психической и, иногда, моторной (двигательной) активности.
Наблюдается при циклотимии и пограничных состояниях. Является одним из признаков депрессивного синдрома. Гипотимия характерна при астении, а также встречается при хронической шизофрении. Порой гипотимные состояния «сливаются с характером», воспринимаются людьми как привычное для них состояние.